# Helene Bonfort
Fanny Helene Bonfort (* 10. März 1854 in Hamburg; † 5. Juni 1940 in München) war eine deutsche Lehrerin und Mitbegründerin der Hamburger Ortsgruppe des Allgemeinen Deutschen Frauenvereins (ADF).

## Leben
Helene Bonfort stammte aus einem liberal jüdischen Elternhaus. Ihre Mutter war gut bekannt mit der Frauenrechtlerin Emilie Wüstenfeld. Bonfort besuchte eine höhere Mädchenschule und anschließend ein Lehrerinnenseminar und unterrichtete ab dem 18. Lebensjahr am Hamburger Paulsenstift, einer höheren Mädchenschule. Anschließend wechselte sie nach Düsseldorf, wo sie Bekanntschaft mit der Lehrerin Anna Meinertz (1840–1922) machte, die ihre Freundin und Lebensgefährtin wurde. 1881 gingen beide nach Hamburg und leiteten gemeinsam eine höhere Töchterschule. 1893 reisten sie für zwei Jahre in die USA, wo sie sich über die Wohlfahrtspflege, Methoden zur Organisation der Volksbildung und die Frauenbewegung informierten.
Nach der Rückkehr in die Hansestadt arbeitete Bonfort auf Vermittlung eines beim Hamburgischen Correspondenten angestellten Onkels als erste Journalistin in der Hamburger Tagespresse. Gemeinsam mit ihrer Lebensgefährtin Meinertz gründete sie die erste Volkslesehalle in Hamburg sowie 1896 die Ortsgruppe des Frauenvereins ADF. Zudem verfasste sie Artikel über die bürgerliche Frauenbewegung und deren Forderungen. Von 1896 bis 1900 und von 1906 bis 1916 übernahm sie den Vorsitz der Ortsgruppe des ADF, der sich zu dieser Zeit nicht primär mit Fragen der Gleichstellungspolitik, sondern der Wohlfahrtspflege beschäftigte. Aufgrund ihres Führungsstils geriet Bonfort schnell in Konflikt mit Lida Gustava Heymann, die daraufhin 1900 gemeinsam mit anderen ehemaligen Mitgliedern des ADF in Hamburg eine Ortsgruppe des 1888 in Berlin gegründeten Vereins Frauenwohl gründete. Auch mit Julie Eichholz, Erste Vorsitzende der Ortsgruppe des ADF von 1900 bis 1904, geriet Bonfort in Konflikt. Während Bonfort den Verein als Sprachrohr der einheitlich agierenden bürgerlichen Frauenbewegung sah, war Eichholz der Meinung, dass es sich um unterschiedliche, eigenständig auftretende Gruppierungen handele. Eichholz setzte sich zudem für die Zulassung von Frauen für das Amt des Armenpflegers ein, während Bonfort die Mitglieder das ADF dazu aufrief, keine frauenrechtlerischen Positionen einzunehmen. Eichholz zog sich daraufhin aus dem ADF zurück und gründete den Hamburger Hausfrauenverein, der 1907 aus dem ADF austrat, sowie den Rechtsschutz für Frauen und den Verband Norddeutscher Frauenvereine.

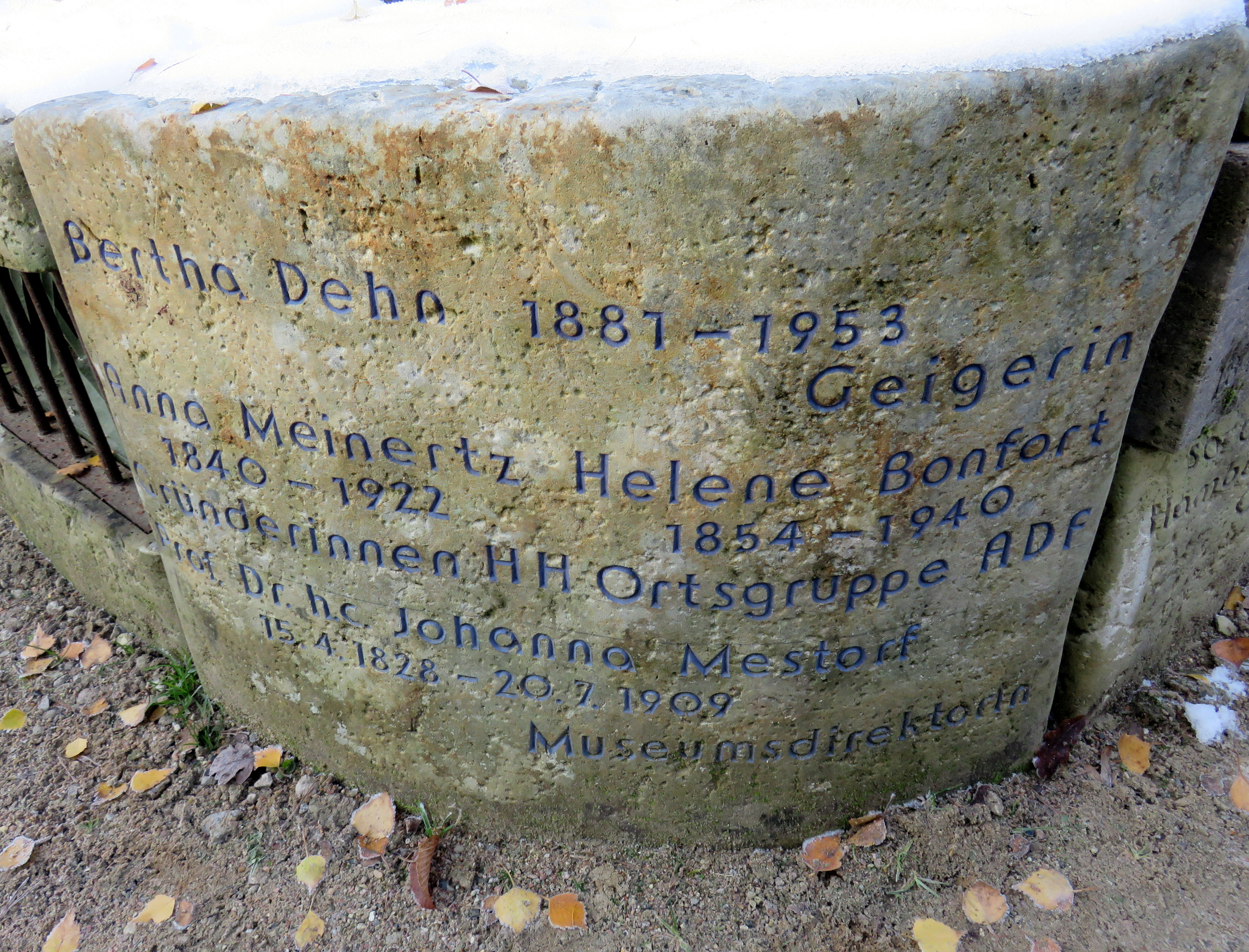
Erinnerungsstein im Garten der Frauen auf dem Friedhof Ohlsdorf

Während der radikale Flügel der bürgerlichen Frauenbewegung Bonforts Vorgehen als zu gemäßigt empfand, galt sie bei Behörden und einigen Männern in höheren Positionen als zu radikal. 1898/99 lehnte Hermann Blohm Bonforts Forderungen, Frauen an der Verwaltung der in Gründung befindlichen Bücherhallen zu beteiligen, ab. Auch ihre Bemühungen, Frauen eine Arbeit in der Armenpflege zu ermöglichen, wurden von ehrenamtlich tätigen Männern kritisiert, die mit Arbeitsniederlegungen drohten. Als Bonfort den Bürgermeister Carl August Schröder um die Einrichtung eines Mädchengymnasiums bat, antwortete dieser ihr: „Wenn es nach Ihnen ginge, würden alle Mädchen Latein lernen, und meine Söhne müssten die Ascheimer auf die Straße tragen.“
1913 gründete sich auf Bonforts Betreiben hin die Hamburgische Gesellschaft für Wohltätigkeit. Während des Ersten Weltkriegs übernahm Bonfort den Vorsitz über den 62 Vereine umfassenden Frauenausschuss und die Hamburgische Kriegshilfe. Zudem leitete sie die Frauenhinterbliebenenfürsorge. Die Soziale Frauenschule, für die sich Bonfort lange eingesetzt hatte, wurde 1917 gegründet.
Nachdem 1922 die Lebensgefährtin Bonforts verstorben war, wohnte Bonfort in der zuvor gemeinsam genutzten Wohnung in der Beselerstraße 8 und siedelte nach 1934 nach München um, wo sie im Juni 1940 verstarb. Die Urne mit Bonforts Asche wurde auf dem Friedhof Ohlsdorf in Hamburg neben den sterblichen Überresten von Anna Meinertz beigesetzt. Die Grabstätten beider Frauen existieren heute nicht mehr. An sie erinnert ein Gedenkstein im Garten der Frauen auf dem Ohlsdorfer Friedhof.